# Maison de Milan Jovanović à Valjevo
La maison de Milan Jovanović à Valjevo (en serbe cyrillique : Кућа Милана Јовановића у Ваљеву ; en serbe latin : Kuća Milana Jovanovića u Valjevu) se trouve à Valjevo, dans le district de Kolubara en Serbie. Elle est inscrite sur la liste des monuments culturels protégés de la République de Serbie (identifiant no SK 583).

## Présentation

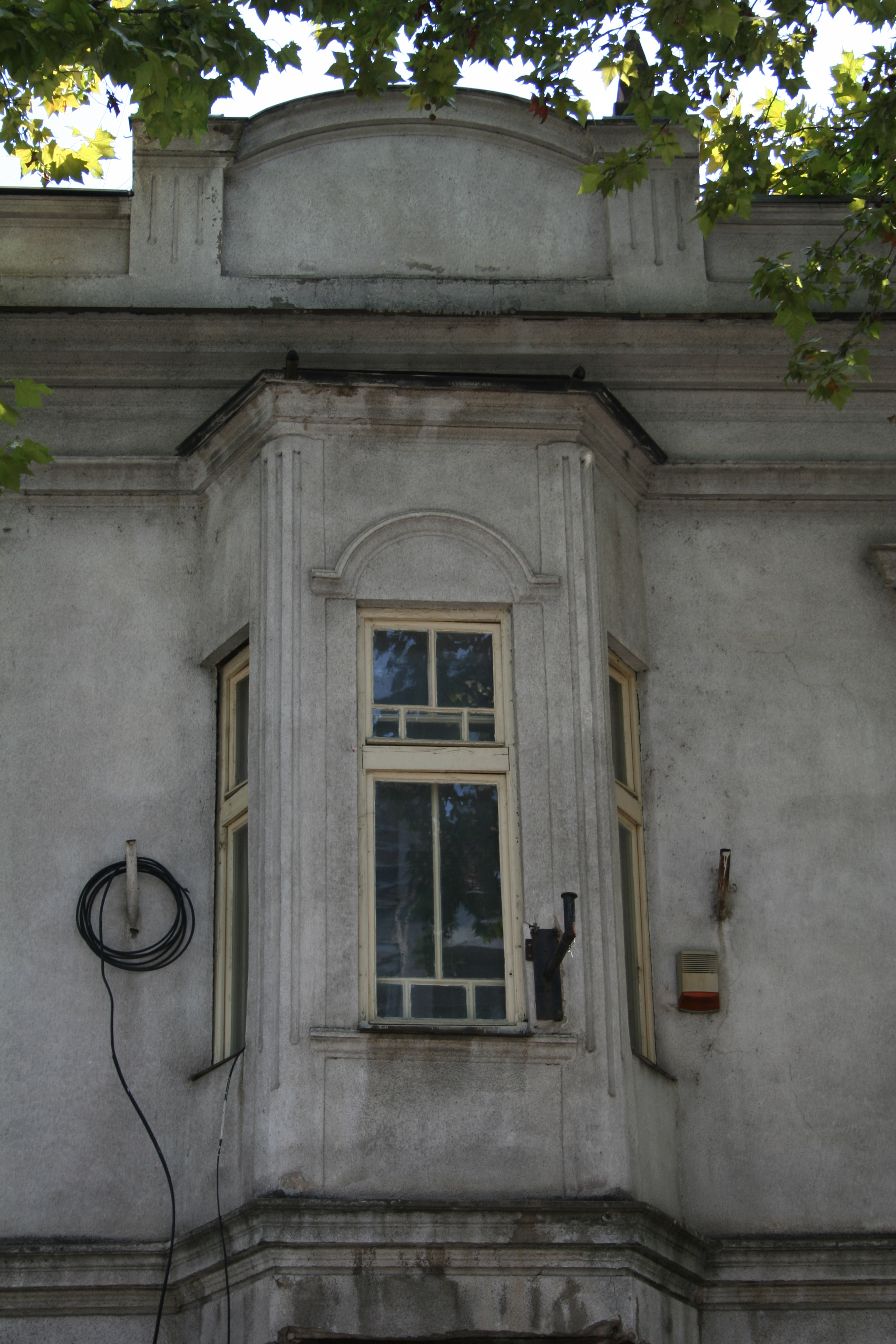
Détail de la façade sur rue.

La maison, située 54 rue Vuka Karadžića, a été construite en 1924 pour le négociant et viticulteur Milan Jovanović, le père du héros national Žikica Jovanović Španac[réf. nécessaire].
Le bâtiment prend la forme de la lettre cyrillique « Г » et est constitué d'un rez-de-chaussée et d'un étage, le rez-de-chaussée servant de boutique et l'étage servant d'espace résidentiel. La façade principale, donnant sur la rue, est symétrique et s'articule autour de l'entrée centrale ; cette entrée est surmontée d'un oriel à l'étage. Plus haut se trouve un attique qui court tout le long de la façade, avec une partie centrale proéminente[réf. nécessaire].

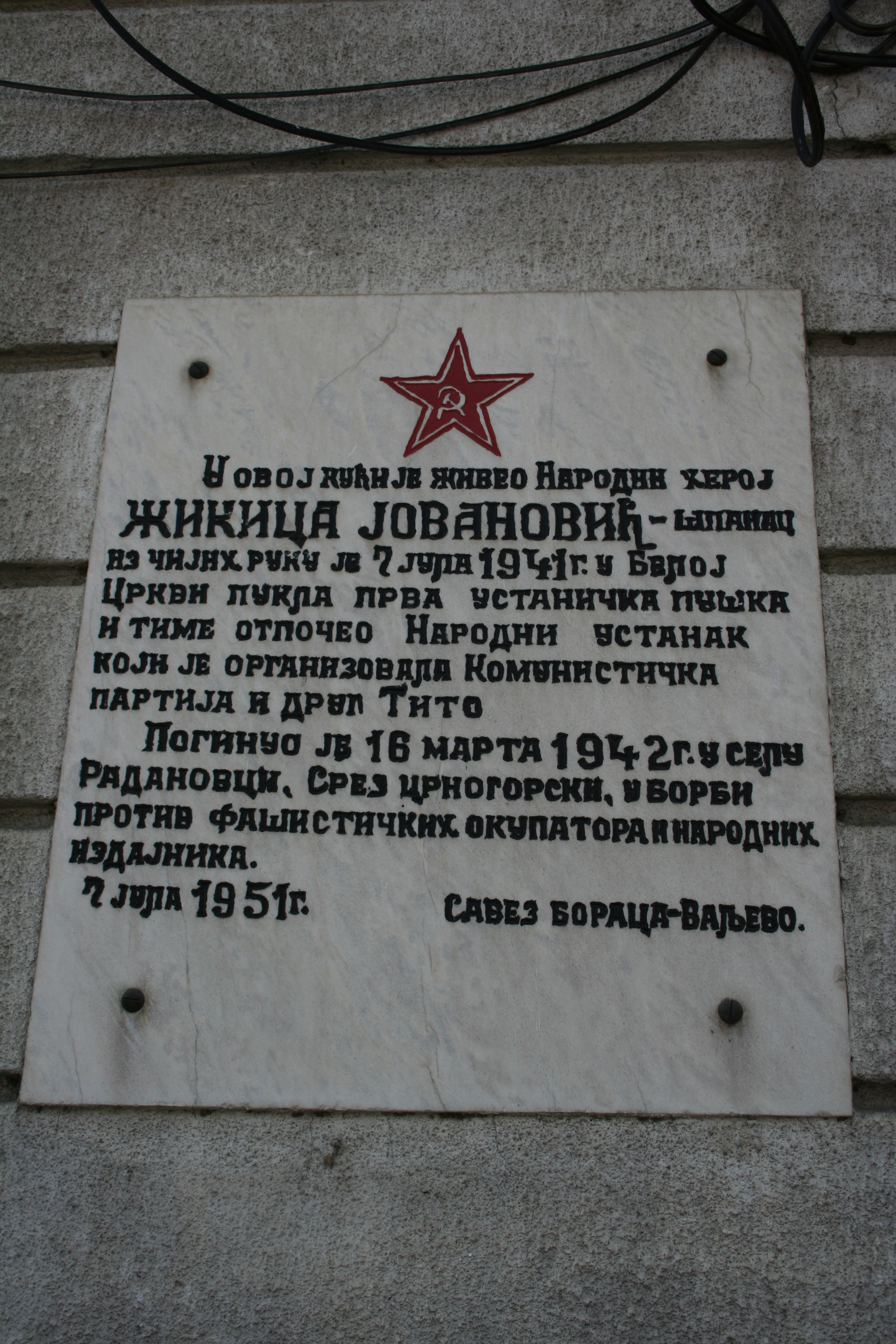
Plaque commémorative en l'honneur de Žikica Jovanović sur la façade de la maison.